# 曼萨内克
曼萨内克，是西班牙卡斯蒂利亚-拉曼恰托莱多省的一个市镇。总面积12平方公里，总人口494人（2001年），人口密度41人/平方公里。